# Sint-Denijskerk (Veurne)
De Sint-Denijskerk is een voormalig kerkgebouw in de West-Vlaamse stad Veurne gelegen op de huidige Sint-Denisplaats.
Hier bestond waarschijnlijk in 1120 al een kapel die aan Sint-Dionysius was gewijd. Er was ook sprake van een parochie. In 1496 werd de kapel verbouwd tot driebeukige kerk. In 1695 bleek de kerk al in vervallen staat te verkeren en in 1706 werd hij afgebroken. In 1729 werden er op het oude kerkhof bomen geplant.
Merkwaardig was dat de Sint-Denijsparochie bleef voortbestaan tot aan de Franse tijd, eind 18e eeuw. Uiteindelijk werd het territorium van de parochie verdeeld tussen die van Sint-Niklaas en Sint-Walburga.
Wat bleef was een vierkant plein. Hierop bevond zich de Pomp der duizend neuzen van 1827, een hardstenen zuil met pomp, welke in 1868 van de Grote Markt naar de Sint-Denisplaats werd overgebracht, om in 1997 opnieuw naar de Grote Markt te worden verplaatst.